# تغريد الهويش
تغريد الهويش (27 يوليو 1990 -)، إعلامية وممثلة سعودية.

## مشوارها المهني
تقوم بتقديم برنامج «إم بي سي في أسبوع» وتقدم أيضاً فقرة الثقافة والفنون في البرنامج، وقبل انضمامها إلى قناة إم بي سي 1، كانت تعمل في قناة سكاي نيوز عربية في الإمارات كمقدمة ومنتجة. حصلت على شهادة البكالوريوس في دراسات الاتصال والإعلام من جامعة لورنشن في كندا، ثم حصلت على درجة الماجستير في الإعلام من جامعة كونكورديا في كندا كذالك. وفي أثناء دراستها عملت كمذيعة في «إذاعة الشرق الأوسط» التي تعتبر أكبر إذاعة عربية في كندا.

## أعمالها

### التمثيل

##### الأعمال التلفزيونية
| سنة الإنتاج | اسم المسلسل  | الشخصية    |
| ----------- | ------------ | ---------- |
| 2021        | ستوديو 21    | منال       |
| 2021        | ممنوع التجول | عدة شخصيات |
| 2022        | ستوديو 22    | منال       |

## انظر ايضًا
- عبد العزيز الفضلي
- علي الغفيلي
- خليل الفهد